# Cerkev sv. Jurija, Jurovski Dol
Cerkev sv. Jurija v Slovenskih goricah stoji v naselju Jurovski Dol.

## Zgodovina
V pisnih virih se cerkev v Jurovskem Dolu prvič omenja leta 1324, ko se vas imenuje po cerkvi Sv. Jurija—Gorigendorf.Leta 1388, kot »Sctm. Georgium in Collibus in St. Gorgen in der Puheln«. Sedanja župnijska cerkev je bila sezidana leta 1501. Leta 1532 so jo na osvajalskem pohodu oplenili Turki, na kar spominja napis nad glavnim vhodom v cerkev »In Turkhen Zug 1532«, zato so bili 24.10.1535 cerkev, pokopališče, kostnica s oltarjem Sv. Mihaela in dva zvonova s strani škofa Filipa ponovno posvečeni. Od nastanka do leta 1580 je spadala v pražupnijo Jarenina, ko je prevzel patronat nad Župnijo Lenart v Slovenskih goricah in podružnico Sv. Jurij benediktinski Samostan Admont. Ob koncu 17. stoletja so bili pri Sv. Juriju redno kurati. Prvi krstni kamen se omenja ob vizitaciji že leta 1607. Leta 1785 v južno steno postavijo novega, kjer se nahaja še danes. Leta 1944, na cvetno nedeljo, je bila cerkev poškodovana med zavezniškim letalskim obstreljevanjem, uničena so bila vsa stekla.

## Opis
Cerkev stoji obrnjena proti vzhodu, na mali vzpetini. Zgrajena je iz opeke, opečna je tudi kritina. V vseh delih je obokana in tlakovana s marmornatimi  ploščami. Kor in ladja imata enake rebraste oboke. Cerkev je naslonjena na oporne stebre. Zvonik je postavljen pred cerkvijo. Levo in desno so bile leta 1704 prizidane stranske kapele, katere so imele v preteklosti bogato poslikane tudi zunanje stene, kakor zapiše ob obisku leta 1924 in 1925 profesor Franc Stele, ki pa se kasneje niso ohranile.

### Notranja oprema
Leta 1851 je cerkev dobila štiri nove zvonove, ki jih je vlil ljubljanski mojster Anton Samassa. Zvonovi so bili med prvo svetovno vojno 23. 10. 1916 zaplenjeni, prav tako bakrena streha cerkve iz leta 1799. 25. 5. 1924  so iz mariborske livarne Bühl pripeljali štiri nove zvonove. V prezbiteriju je pet barvnih gotskih oken.Janez Dajčman z Dunaja, izdelovalec glasbil, ki je bil po rodu prav iz Svetega Jurija v Slovenskih goricah, je postavil leta 1860 prve cerkvene orgle. 25. 3. 1865 dobi cerkev nov oltar posvečen Sv. Cirilu in Metodu. Leta 1905 so bile kapele poslikane s freskami. V kapeli na južni strani so slike Jezusovega življenja, v kapeli na severni strani pa slike iz Marijinega življenja. V cerkvi so trije oltarji. Glavni oltar je posvečen župnijskemu zavetniku Sv. Juriju. Ta oltar je bil obnovljen in posvečen 12.5.1908 v letih 2003/04 pa v celoti pozlačen. V južni kapeli je oltar Sv. Janeza in Pavla. Med obnovo leta 2007 je dobil prvotno podobo. V severni kapeli je oltar Sv. Družine, ki je bil obnovljen leta 2006 in ima sedaj prvotno podobo. V cerkvi je križev pot iz leta 1908. Izdelan je iz terakote v Mönchengladbachu v Nemčiji. Domači cerkvi ga je kupil takratni državni poslanec Ivan Roškar. Nove orgle iz leta 1993 so delo orglarske delavnice Škrabl iz Rogaške Slatine in imajo 14 registrov. Avgusta 1999 je cerkev dobila tri nove zvonove.